# Сериков, Нурбол Насипкереевич
Нурбол Насипкереевич Сериков (род. 16 ноября 1993 года, ЗКО, Казталовский район, поселок Акпатер) — казахский дзюдоист и самбист. Чемпион мира, чемпион Азии и многократный чемпион Казахстана по самбо. Мастер спорта по дзюдо и самбо.

## Детские годы. Начало карьеры. Дзюдо
Начал заниматься в секции дзюдо с восьми лет в поселке Акпатер, его первым тренером был Женис Стамгазиев. Одним из первых международных турниров детские годы спортсмена, был турнир в городе Самара. 2007 году, в возрасте 13 лет, Нурбол пройдя путь, с начало чемпиона района, после области, принимает участие в чемпионате республики по дзюдо среди юниоров, который проходил в городе Талдыкорган. Выступая в весовой категории до 36 кг он завоевывает бронзовую медаль. Ровно через год, в том же чемпионате который проходил в городе Темиртау, Нурбол улучшает свой результат и становится серебряным призёром страны по дзюдо среди юниоров. В том же году, он поступает в спортивную школу в городе Уральск, где начинает тренироваться под началом Мендигалиева Алибека.
2009 год стал для спортсмена поворотным в его карьере. В этом году он становится чемпионом Республики Казахстан по дзюдо среди юниоров в весовой категории до 50 кг. Золотая медаль чемпиона страны, обеспечивает ему путевку в чемпионат мира по дзюдо среди юниоров который проходил Венгрии (Будапешт). Свой первый крупный мировой турнир, Нурбол начинает с победы над датским дзюдоистом. Во второй схватке уверенно побеждает своего австрийского соперника. В следующем туре ему предстояла встреча с грузинским сверстником. Основное время заканчивается в ничью, дополнительное время (голдэн скор) Нурбол проигрывает грузину по решению судьи.

## Первые международные победы. Самбо
В следующем 2010 году, в возрасте 16 лет спортсмен участвует в своем первом взрослым турнире. Становится серебряным призёром Кубка мира по самбо который проходил в родном для него Уральске. В том же году, на международном турнире в Чехии (Братислава), Нурбол завоевывает сразу две медали. Становится чемпионом по боевому самбо и серебряным призёром по спортивному самбо.
2011 год для спортсмена стал переходным на новый уровень. Нурбол неожиданно проигрывает своим сверстникам чемпионат страны по самбо среди юниоров и настойчиво просит тренера, забрать его для участия в чемпионат Казахстана по самбо среди молодёжи, где выступают самбисты старше его на 2 года. Пять подряд побед в данном турнире обеспечивает ему золотую медаль и путевку в чемпионат мира по самбо среди юниоров который проходил в Латвии (Рига). Перед чемпионатом мира, Нурбол едет в Ташкент для участия в чемпионате Азии по самбо среди молодёжи. В этом турнире, спортсмен уверенно побеждает всех соперников, включая афганца в финале. Становится чемпионом Азии. В Риге на чемпионате мира среди юниоров Нурбол берет бронзовую медаль в весовой категория до 60 кг.
В том же году, он оканчивает спортивную школу и за счет спортивных результатов получает государственный гранд на обучение в Западно-Казахстанском университете имени Махамбета.

## Карьера (2012—2017 годы)
2012 год начинается с двух медалей: золото на чемпионате Казахстана среди молодёжи по самбо и серебряная медаль на чемпионате Казахстана среди молодёжи по дзюдо. На чемпионате Азии который проходил в Ташкенте по самбо среди молодёжи спортсмен занимает третье место. В том же году, на турнире Бремен-Мастерс по дзюдо который проходил в Германии спортсмен становится серебряным призёром в командном соревновании. В конце того же года, Нурбол становится третьим на чемпионате мира по самбо среди молодёжи который проходил в Болгарии.
Следующий год, 2013-й для спортсмена складывается не совсем удачным. На первенстве страны среди молодёжи по самбо Нурбол проиграет в финале турнира. На чемпионате мира среди сверстников спортсмен проигрывает в первой же схватке.
2014 год наоборот стал запоминающимся. Спортсмен с молодёжного уровня, переходит в взрослую категорию. В возрасте 20 лет, Нурбол впервые в свой карьере становится чемпионом Казахстана по самбо который проходил в городе Талдыкорган. На кубке мира который проходил в Алмате становится вице-чемпионом. На своем первом чемпионате мира по самбо который проходил в Нарита (Япония) проигрывает в первой же схватке. В том же году, на мастерском турнире по дзюдо, Нурбол выигрывает золотую медаль и становится мастером спорта по дзюдо.
В связи с травмой Нурбол пропускает чемпионат Казахстана по самбо 2015 года. Но на кубках мира по самбо в Алма-Ате и Минске выигрывает серебряную и бронзовую медаль соответственно. На следующий, 2016 год, спортсмен повторяет успех на кубке мира в Минске.
2017 год. Нурбол выходит в финал кубка мира по самбо который проходит в Астане. Ломает руку в финале и довольствуется серебряной медалью. Серьёзная травма лишает спортсмена всех турниров в этом году.

## Золотой год в карьере спортсмена (2018 год)
2018 год. Год начинается с победы на чемпионате Казахстана по самбо который проходил в Жезказгане. Нужно заметить, что в финале первенства страны Нурбол выигрывает действующего чемпиона мира по самбо. Следом на чемпионате Азии по самбо, Нурбол в финале уверенно побеждает кыргызского самбиста болевым приемом (борьба продолжалась всего 30 секунд) и становится чемпионом Азии.
Перед чемпионатом мира Нурбол участвует в кубке мира по самбо в Тбилиси. Проигрывает схватку за выход в финал грузинскому спортсмену и становится бронзовым призёром. В то же время сам спортсмен понимает что, это всего лишь разминка для разогрева перед главным турниром года, первенством мира.
Чемпионат мира по самбо 2018 года. Бухарест (Румыния). В соревнованиях принимают участие 750 спортсменов из 80 стран мира. 11 ноября во Дворце спорта «Sala Polivalenta» Нурбол провидит свою первую схватку против монгольского спортсмена и выигрывает его со счетом 3:1. Следом побеждает киргизского самбиста и выходит 1/4 финала. Соперником на этой стадии становится спортсмен из Литвы, которого Нурбол уверенно побеждает со счетом 2:0. В полуфинале Нурбол выигрывает опытного соперника из Беларуси, который в то время считался одним из фаворитов турнира.
Долгожданный финал. Нурбол Сериков против Эмиля Гасанова. Фаворитом финала несомненно является Эмиль, в то время уже 2-кратный серебряный призёр чемпионатов мира. Но все решается на ковре. При счете 1:1, Нурбол выигрывает качеством и становится чемпионом мира по самбо.

## Травма. Пандемия (2019—2021)
2019 году в чемпионате Казахстана по самбо Нурбол защищает титул чемпиона и берёт свою третьею золотую медаль в первенстве страны. После получает серьёзную травму который не дает ему выступать в плоть до 2020 года. В связи с пандемией 2020 года становится невозможным участие во всех международных турнирах.
2021 году спортсмен выигрывает чемпионат Казахстана по самбо который проходит в городе Талдыкорган. Это его 4-е золото чемпиона страны. После становится вице-чемпионом на чемпионате Азии который проходит в Ташкенте. На чемпионате мира по самбо в Ташкенте того же года, несмотря на 3 победы подряд, проигрывает схватку за выход в финал действующему чемпиону мира, после проигрывает и схватку за 3-е место.

## Личная жизнь
Нурбол из рода (ру) — Тана. Младший жуз.
Отец — Нуртазиев Насипкерей Серикулы. Мама — Нуртазиева Румия Екпинкызы. Есть родная сестра — Нурбике и две сестренки Сеним и Дана.
Не женат. Живет и выступает за свой родной город Уральск. В свободное время играет футбол. Болеет за футбольный клуб — Реал Мадрид.